# Calamus warburgii
Calamus warburgii är en enhjärtbladig växtart som beskrevs av Karl Moritz Schumann. Calamus warburgii ingår i släktet Calamus och familjen Arecaceae. Inga underarter finns listade i Catalogue of Life.